# Draft de la NFL de 2018
El Draft de la NFL de 2018 fue la 83.ª edición de la reunión anual de selección de jugadores. Se llevó a cabo los días 26, 27 y 28 de abril en el AT&T Stadium de Arlington, Texas, estadio de los Dallas Cowboys. Representó la primera vez que este evento es realizado en un estadio de la National Football League (NFL), y la primera vez que se realiza en el estado de Texas.

## Selecciones del Draft
|  |  | Indica jugador miembro del Pro Football Hall of Fame                                |
|  |  | Indica jugador que ha sido seleccionado por lo menos en un Pro Bowl y en el All-Pro |
|  |  | Indica jugador que ha sido seleccionado por lo menos en un Pro Bowl                 |
|  |  | Indica jugador que ha sido seleccionado por lo menos en un All-Pro                  |

| C  | Center            |     | CB                 | Cornerback |                   | DB | Defensive back   |  | DE | Defensive end |
| DL | Defensive lineman | DT  | Defensive tackle   | FB         | Fullback          | FS | Free safety      |  |    |               |
| G  | Guard             | HB  | Halfback           | ILB        | Inside linebacker | K  | Placekicker      |  |    |               |
| KR | Kick returner     | LB  | Linebacker         | LS         | Long snapper      | OT | Offensive tackle |  |    |               |
| OL | Offensive lineman | OLB | Outside linebacker | NT         | Nose tackle       | P  | Punter           |  |    |               |
| PR | Punt returner     | QB  | Quarterback        | RB         | Running back      | S  | Safety           |  |    |               |
| SS | Strong safety     | TB  | Tailback           | TE         | Tight end         | WR | Wide receiver    |  |    |               |

### Primera ronda

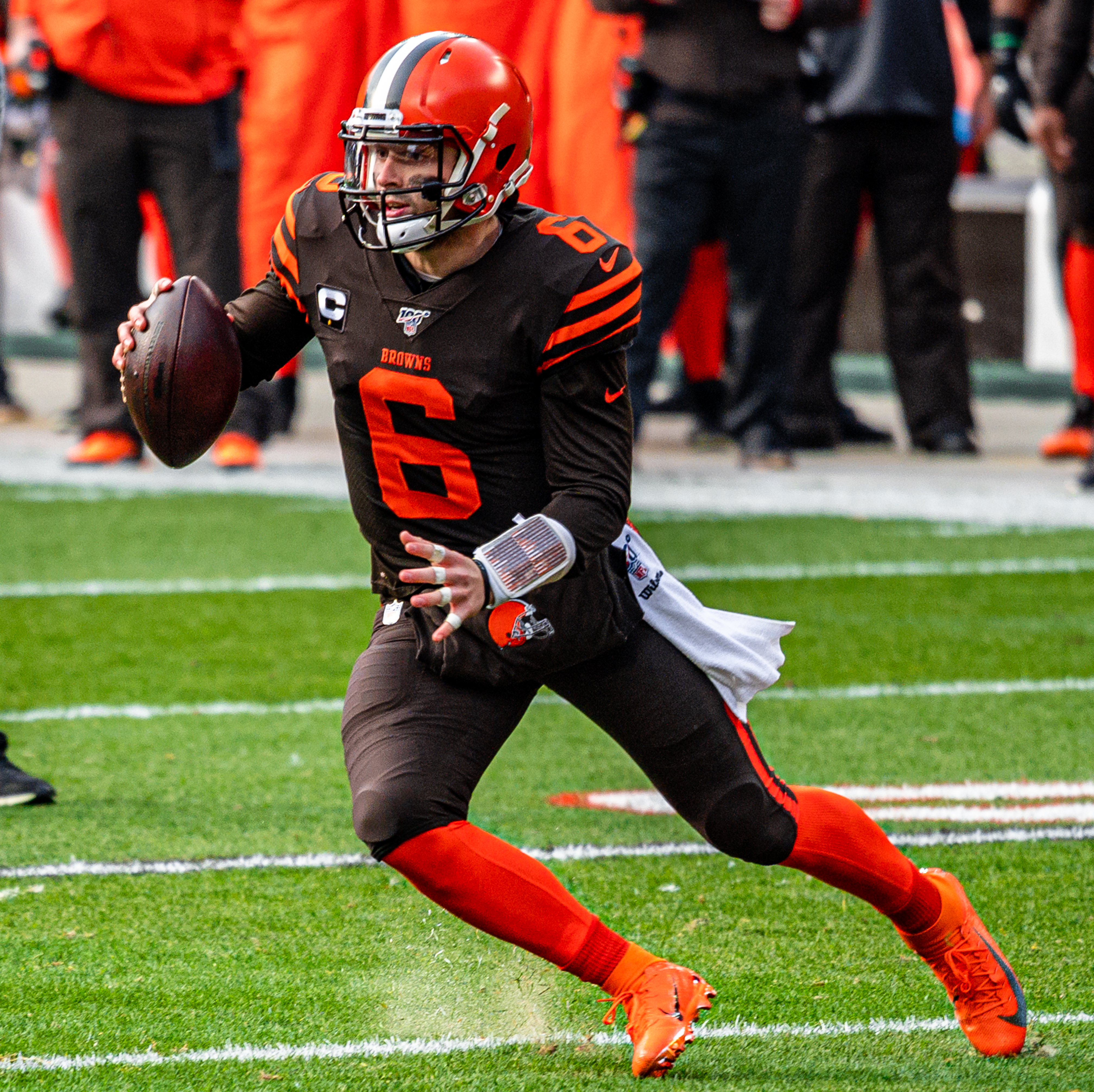
Baker Mayfield, n.º 1 del draft, elegido por los Cleveland Browns.

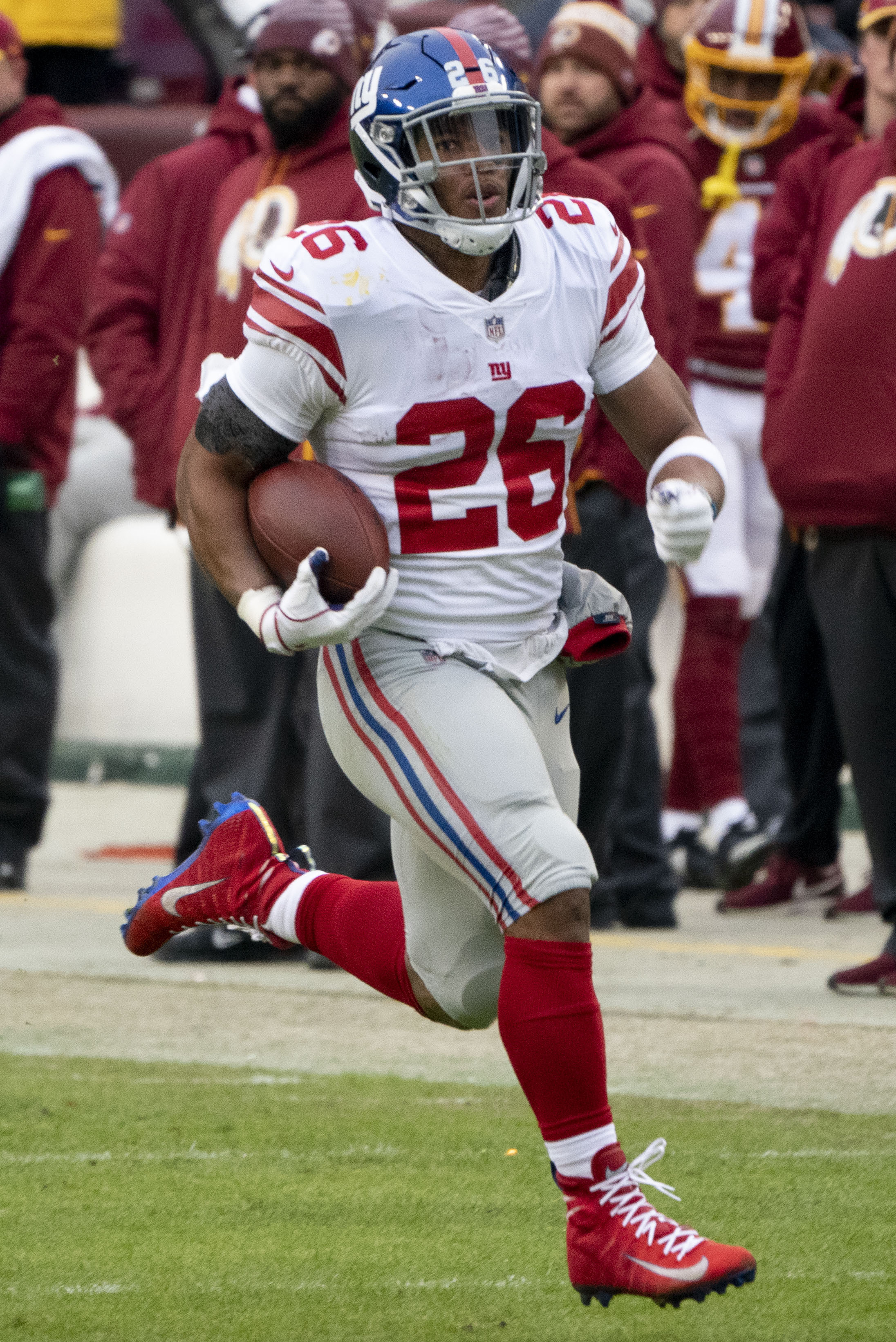
Saquon Barkley, n.º 2 del draft, elegido como el Novato Ofensivo del Año en la temporada 2018.

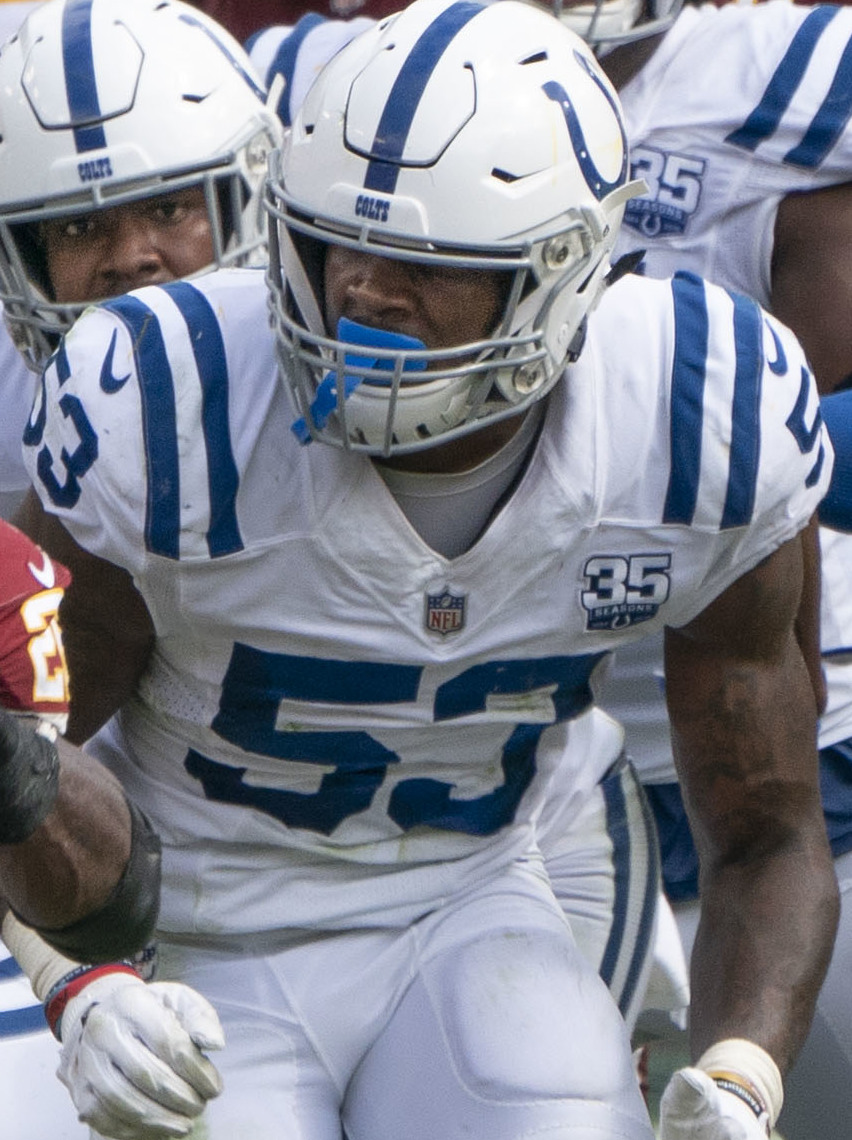
Darius Leonard, nº 36 del draft, elegido como el Novato Defensivo del Año en la temporada 2018.

| Pick | Jugador              | Pos. | Equipo                                                       | Universidad     | Conf.                |
| ---- | -------------------- | ---- | ------------------------------------------------------------ | --------------- | -------------------- |
| 1    | Baker Mayfield       | QB   | Cleveland Browns                                             | Oklahoma        | Big 12               |
| 2    | Saquon Barkley       | RB   | New York Giants                                              | Penn State      | Big Ten              |
| 3    | Sam Darnold          | QB   | New York Jets (desde Indianapolis)                           | USC             | Pac-12               |
| 4    | Denzel Ward          | CB   | Cleveland Browns (desde Houston)                             | Ohio State      | Big Ten              |
| 5    | Bradley Chubb        | DE   | Denver Broncos                                               | NC State        | ACC                  |
| 6    | Quenton Nelson       | G    | Indianapolis Colts (desde NY Jets)                           | Notre Dame      | Independiente (NCAA) |
| 7    | Josh Allen           | QB   | Buffalo Bills (desde Tampa Bay)                              | Wyoming         | MW                   |
| 8    | Roquan Smith         | LB   | Chicago Bears                                                | Georgia         | SEC                  |
| 9    | Mike McGlinchey      | OT   | San Francisco 49ers                                          | Notre Dame      | Independiente (NCAA) |
| 10   | Josh Rosen           | QB   | Arizona Cardinals (desde Oakland)                            | UCLA            | Pac-12               |
| 11   | Minkah Fitzpatrick   | S    | Miami Dolphins                                               | Alabama         | SEC                  |
| 12   | Vita Vea             | DT   | Tampa Bay Buccaneers (desde Cincinnati via Buffalo)          | Washington      | Pac-12               |
| 13   | Da'Ron Payne         | DT   | Washington Redskins                                          | Alabama         | SEC                  |
| 14   | Marcus Davenport     | DE   | New Orleans Saints (desde Green Bay)                         | UTSA            | C-USA                |
| 15   | Kolton Miller        | OT   | Oakland Raiders (desde Arizona)                              | UCLA            | Pac-12               |
| 16   | Tremaine Edmunds     | LB   | Buffalo Bills (desde Baltimore)                              | Virginia Tech   | ACC                  |
| 17   | Derwin James         | S    | Los Angeles Chargers                                         | Florida State   | ACC                  |
| 18   | Jaire Alexander      | CB   | Green Bay Packers (desde Seattle)                            | Louisville      | ACC                  |
| 19   | Leighton Vander Esch | LB   | Dallas Cowboys                                               | Boise State     | MW                   |
| 20   | Frank Ragnow         | C    | Detroit Lions                                                | Arkansas        | SEC                  |
| 21   | Billy Price          | C    | Cincinnati Bengals (desde Buffalo)                           | Ohio State      | Big Ten              |
| 22   | Rashaan Evans        | LB   | Tennessee Titans (desde Kansas City via Buffalo y Baltimore) | Alabama         | SEC                  |
| 23   | Isaiah Wynn          | OT   | New England Patriots (desde LA Rams)                         | Georgia         | SEC                  |
| 24   | D. J. Moore          | WR   | Carolina Panthers                                            | Maryland        | Big Ten              |
| 25   | Hayden Hurst         | TE   | Baltimore Ravens (desde Tennessee)                           | South Carolina  | SEC                  |
| 26   | Calvin Ridley        | WR   | Atlanta Falcons                                              | Alabama         | SEC                  |
| 27   | Rashaad Penny        | RB   | Seattle Seahawks (desde New Orleans via Green Bay)           | San Diego State | MW                   |
| 28   | Terrell Edmunds      | S    | Pittsburgh Steelers                                          | Virginia Tech   | ACC                  |
| 29   | Taven Bryan          | DT   | Jacksonville Jaguars                                         | Florida         | SEC                  |
| 30   | Mike Hughes          | CB   | Minnesota Vikings                                            | UCF             | The American         |
| 31   | Sony Michel          | RB   | New England Patriots                                         | Georgia         | SEC                  |
| 32   | Lamar Jackson        | QB   | Baltimore Ravens (desde Philadelphia)                        | Louisville      | ACC                  |

### Segunda ronda
| Pick | Jugador          | Pos. | Equipo                                                         | Universidad          | Conf.        |
| ---- | ---------------- | ---- | -------------------------------------------------------------- | -------------------- | ------------ |
| 33   | Austin Corbett   | OT   | Cleveland Browns                                               | Nevada               | MW           |
| 34   | Will Hernández   | G    | New York Giants                                                | UTEP                 | C-USA        |
| 35   | Nick Chubb       | RB   | Cleveland Browns (desde Houston)                               | Georgia              | SEC          |
| 36   | Darius Leonard   | LB   | Indianapolis Colts                                             | South Carolina State | MEAC         |
| 37   | Braden Smith     | G    | Indianapolis Colts (desde NY Jets)                             | Auburn               | SEC          |
| 38   | Ronald Jones II  | RB   | Tampa Bay Buccaneers                                           | USC                  | Pac-12       |
| 39   | James Daniels    | C    | Chicago Bears                                                  | Iowa                 | Big Ten      |
| 40   | Courtland Sutton | WR   | Denver Broncos                                                 | SMU                  | The American |
| 41   | Harold Landry    | LB   | Tennessee Titans (desde Oakland)                               | Boston College       | ACC          |
| 42   | Mike Gesicki     | TE   | Miami Dolphins                                                 | Penn State           | Big Ten      |
| 43   | Kerryon Johnson  | RB   | Detroit Lions (desde San Francisco via New England)            | Auburn               | SEC          |
| 44   | Dante Pettis     | WR   | San Francisco 49ers (desde Washington)                         | Washington           | Pac-12       |
| 45   | Josh Jackson     | CB   | Green Bay Packers                                              | Iowa                 | Big Ten      |
| 46   | Breeland Speaks  | DE   | Kansas City Chiefs (desde Cincinnati)                          | Ole Miss             | SEC          |
| 47   | Christian Kirk   | WR   | Arizona Cardinals                                              | Texas A&M            | SEC          |
| 48   | Uchenna Nwosu    | LB   | Los Angeles Chargers                                           | USC                  | Pac-12       |
| 49   | Dallas Goedert   | TE   | Philadelphia Eagles (desde Seattle via NY Jets e Indianapolis) | South Dakota State   | MVFC         |
| 50   | Connor Williams  | G    | Dallas Cowboys                                                 | Texas                | Big 12       |
| 51   | Anthony Miller   | WR   | Chicago Bears (desde Detroit via New England)                  | Memphis              | The American |
| 52   | Kemoko Turay     | DE   | Indianapolis Colts (desde Baltimore via Philadelphia)          | Rutgers              | Big Ten      |
| 53   | M. J. Stewart    | CB   | Tampa Bay Buccaneers (desde Buffalo)                           | North Carolina       | ACC          |
| 54   | Jessie Bates     | S    | Cincinnati Bengals (desde Kansas City)                         | Wake Forest          | ACC          |
| 55   | Donte Jackson    | CB   | Carolina Panthers                                              | LSU                  | SEC          |
| 56   | Duke Dawson      | CB   | New England Patriots (desde LA Rams via Buffalo y Tampa Bay)   | Florida              | SEC          |
| 57   | P. J. Hall       | DT   | Oakland Raiders (desde Tennessee)                              | Sam Houston State    | Southland    |
| 58   | Isaiah Oliver    | CB   | Atlanta Falcons                                                | Colorado             | Pac-12       |
| 59   | Derrius Guice    | RB   | Washington Redskins (desde New Orleans via San Francisco)      | LSU                  | SEC          |
| 60   | James Washington | WR   | Pittsburgh Steelers                                            | Oklahoma State       | Big 12       |
| 61   | D. J. Chark      | WR   | Jacksonville Jaguars                                           | LSU                  | SEC          |
| 62   | Brian O'Neill    | OT   | Minnesota Vikings                                              | Pittsburgh           | ACC          |
| 63   | Carlton Davis    | CB   | Tampa Bay Buccaneers (desde New England)                       | Auburn               | SEC          |
| 64   | Tyquan Lewis     | DE   | Indianapolis Colts (desde Philadelphia via Cleveland)          | Ohio State           | Big Ten      |

### Tercera ronda
| Pick | Jugador           | Pos. | Equipo                                                    | Universidad        | Conf.                |
| ---- | ----------------- | ---- | --------------------------------------------------------- | ------------------ | -------------------- |
| 65   | Brandon Parker    | OT   | Oakland Raiders (desde Cleveland via Buffalo y Baltimore) | North Carolina A&T | MEAC                 |
| 66   | Lorenzo Carter    | LB   | New York Giants (desde Tennessee)                         | Georgia            | SEC                  |
| 67   | Chad Thomas       | DE   | Cleveland Browns (desde Indianapolis)                     | Miami (FL)         | ACC                  |
| 68   | Justin Reid       | S    | Houston Texans                                            | Stanford           | Pac-12               |
| 69   | B. J. Hill        | DT   | New York Giants (desde Tampa Bay)                         | NC State           | ACC                  |
| 70   | Fred Warner       | LB   | San Francisco 49ers (desde Chicago)                       | BYU                | Independiente (NCAA) |
| 71   | Royce Freeman     | RB   | Denver Broncos                                            | Oregon             | Pac-12               |
| 72   | Nathan Shepherd   | DT   | New York Jets                                             | Fort Hays State    | MIAA                 |
| 73   | Jerome Baker      | LB   | Miami Dolphins                                            | Ohio State         | Big Ten              |
| 74   | Geron Christian   | OT   | Washington Redskins                                       | Louisville         | ACC                  |
| 75   | Derrick Nnadi     | DT   | Kansas City Chiefs                                        | Florida State      | ACC                  |
| 76   | Mason Rudolph     | QB   | Pittsburgh Steelers (desde Green Bay via Seattle)         | Oklahoma State     | Big 12               |
| 77   | Sam Hubbard       | DE   | Cincinnati Bengals                                        | Ohio State         | Big Ten              |
| 78   |                   |      | Kansas City Chiefs (desde Washington)                     |                    |                      |
| 79   |                   |      | Arizona Cardinals                                         |                    |                      |
| 80   |                   |      | Houston Texans (desde Seattle)                            |                    |                      |
| 81   | Michael Gallup    | WR   | Dallas Cowboys                                            | Colorado State     | MW                   |
| 82   |                   |      | Detroit Lions                                             |                    |                      |
| 83   | Orlando Brown Jr. | OT   | Baltimore Ravens                                          | Oklahoma           | Big 12               |
| 84   |                   |      | Los Angeles Chargers                                      |                    |                      |
| 85   |                   |      | Carolina Panthers (desde Buffalo)                         |                    |                      |
| 86   | Mark Andrews      | TE   | Baltimore Ravens (desde Kansas City)                      | Oklahoma           | Big 12               |
| 87   |                   |      | Los Angeles Rams                                          |                    |                      |
| 88   |                   |      | Carolina Panthers                                         |                    |                      |
| 89   |                   |      | Tennessee Titans                                          |                    |                      |
| 90   |                   |      | Atlanta Falcons                                           |                    |                      |
| 91   |                   |      | New Orleans Saints                                        |                    |                      |
| 92   |                   |      | Pittsburgh Steelers                                       |                    |                      |
| 93   |                   |      | Jacksonville Jaguars                                      |                    |                      |
| 94   |                   |      | Minnesota Vikings                                         |                    |                      |
| 95   |                   |      | New England Patriots                                      |                    |                      |
| 96   | Harrison Phillips | DT   | Buffalo Bills (desde Philadelphia)                        | Stanford           | Pac-12               |
| 97   |                   |      | Arizona Cardinals                                         |                    |                      |
| 98   |                   |      | Houston Texans                                            |                    |                      |
| 99   |                   |      | Denver Broncos                                            |                    |                      |
| 100  |                   |      | Cincinnati Bengals                                        |                    |                      |

### Cuarta ronda
| Pick | Jugador             | Pos. | Equipo                                                      | Universidad       | Conf.     |
| ---- | ------------------- | ---- | ----------------------------------------------------------- | ----------------- | --------- |
| 101  |                     |      | Green Bay Packers (desde Cleveland)                         |                   |           |
| 102  |                     |      | Tampa Bay Buccaneers (desde NY Giants)                      |                   |           |
| 103  |                     |      | Houston Texans                                              |                   |           |
| 104  |                     |      | Indianapolis Colts                                          |                   |           |
| 105  |                     |      | Chicago Bears                                               |                   |           |
| 106  |                     |      | Denver Broncos                                              |                   |           |
| 107  |                     |      | New York Jets                                               |                   |           |
| 108  |                     |      | New York Giants (desde Tampa Bay)                           |                   |           |
| 109  |                     |      | Washington Redskins (desde San Francisco via Denver)        |                   |           |
| 110  |                     |      | Oakland Raiders                                             |                   |           |
| 111  | Brian Allen         | C    | Los Angeles Rams (desde Miami)                              | Michigan State    | Big Ten   |
| 112  |                     |      | Cincinnati Bengals                                          |                   |           |
| 113  |                     |      | Denver Broncos (desde Washington)                           |                   |           |
| 114  | Da'Shawn Hand       | DT   | Detroit Lions (desde Grenn Bay via Cleveland y New England) | Alabama           | SEC       |
| 115  |                     |      | Chicago Bears (desde Arizona)                               |                   |           |
| 116  |                     |      | Dallas Cowboys                                              |                   |           |
| 117  |                     |      | Detroit Lions                                               |                   |           |
| 118  |                     |      | Baltimore Ravens                                            |                   |           |
| 119  |                     |      | Los Angeles Chargers                                        |                   |           |
| 120  |                     |      | Seattle Seahawks                                            |                   |           |
| 121  |                     |      | Buffalo Bills                                               |                   |           |
| 122  |                     |      | Kansas City Chiefs                                          |                   |           |
| 123  |                     |      | Miami Dolphins (desde Carolina via Cleveland)               |                   |           |
| 124  |                     |      | Kansas City Chiefs (desde LA Rams)                          |                   |           |
| 125  |                     |      | Tennessee Titans                                            |                   |           |
| 126  |                     |      | Atlanta Falcons                                             |                   |           |
| 127  |                     |      | New Orleans Saints                                          |                   |           |
| 128  |                     |      | San Francisco 49ers (desde Pittsburgh)                      |                   |           |
| 129  |                     |      | Jacksonville Jaguars                                        |                   |           |
| 130  |                     |      | Philadelphia Eagles (desde Minnesota)                       |                   |           |
| 131  |                     |      | Miami Dolphins (desde New England via Philadelphia)         |                   |           |
| 132  |                     |      | Philadelphia Eagles                                         |                   |           |
| 133  |                     |      | Green Bay Packers                                           |                   |           |
| 134  |                     |      | Arizona Cardinals                                           |                   |           |
| 135  | John Franklin-Myers | DE   | Los Angeles Rams (desde NY Giants)                          | Stephen F. Austin | Southland |
| 136  |                     |      | Los Angeles Rams (desde New England)                        |                   |           |
| 137  |                     |      | Dallas Cowboys                                              |                   |           |

### Quinta ronda
| Pick | Jugador           | Pos. | Equipo                                                          | Universidad | Conf.        |
| ---- | ----------------- | ---- | --------------------------------------------------------------- | ----------- | ------------ |
| 138  |                   |      | Green Bay Packers (desde Cleveland)                             |             |              |
| 139  |                   |      | New York Giants                                                 |             |              |
| 140  |                   |      | Indianapolis Colts                                              |             |              |
| 141  | Shaquem Griffin   | LB   | Seattle Seahawks (desde Houston)                                | UCF         | The American |
| 142  |                   |      | Washington Redskins (desde Denver)                              |             |              |
| 143  |                   |      | San Francisco 49ers (desde NY Jets)                             |             |              |
| 144  |                   |      | Tampa Bay Buccaneers                                            |             |              |
| 145  |                   |      | Chicago Bears                                                   |             |              |
| 146  |                   |      | Seattle Seahawks (desde Oakland)                                |             |              |
| 147  | Micah Kiser       | LB   | Los Angeles Rams(desde Miami via New Orleans y Green Bay)       | Virginia    | ACC          |
| 148  |                   |      | Pittsburgh Steelers (desde San Francisco)                       |             |              |
| 149  | Michael Dickson   | P    | Seattle Seahawks (desde Washington via Denver)                  | Texas       | Big 12       |
| 150  |                   |      | Cleveland Browns (desde Green Bay)                              |             |              |
| 151  |                   |      | Cincinnati Bengals                                              |             |              |
| 152  |                   |      | Arizona Cardinals                                               |             |              |
| 153  |                   |      | Detroit Lions                                                   |             |              |
| 154  |                   |      | Baltimore Ravens                                                |             |              |
| 155  |                   |      | Los Angeles Chargers                                            |             |              |
| 156  |                   |      | Philadelphia Eagles (desde Seattle)                             |             |              |
| 157  |                   |      | New York Jets (desde Dallas)                                    |             |              |
| 158  |                   |      | Cincinnati Bengals (desde Buffalo)                              |             |              |
| 159  |                   |      | Oakland Raiders (desde Kansas City via Cleveland y New England) |             |              |
| 160  | Obannia Okoronkwo | LB   | Los Angeles Rams (desde Denver)                                 | Oklahoma    | Big 12       |
| 161  |                   |      | Carolina Panthers                                               |             |              |
| 162  |                   |      | Tennessee Titans                                                |             |              |
| 163  |                   |      | Washington Redskins (desde Atlanta via Denver)                  |             |              |
| 164  |                   |      | New Orleans Saints                                              |             |              |
| 165  |                   |      | Pittsburgh Steelers                                             |             |              |
| 166  |                   |      | Buffalo Bills (desde Jacksonville)                              |             |              |
| 167  |                   |      | Minnesota Vikings                                               |             |              |
| 168  |                   |      | Seattle Seahawks (desde New England)                            |             |              |
| 169  |                   |      | Philadelphia Eagles                                             |             |              |
| 170  |                   |      | Cincinnati Bengals                                              |             |              |
| 171  |                   |      | Dallas Cowboys                                                  |             |              |
| 172  |                   |      | Green Bay Packers                                               |             |              |
| 173  |                   |      | Oakland Raiders (desde Dallas)                                  |             |              |
| 174  |                   |      | Green Bay Packers                                               |             |              |

### Sexta ronda
| Pick | Jugador              | Pos. | Equipo                                                             | Universidad | Conf.   |
| ---- | -------------------- | ---- | ------------------------------------------------------------------ | ----------- | ------- |
| 175  |                      |      | Cleveland Browns                                                   |             |         |
| 176  | John Kelly           | RB   | Los Angeles Rams (desde NY Giants)                                 | Tennessee   | SEC     |
| 177  |                      |      | Houston Texans                                                     |             |         |
| 178  |                      |      | Indianapolis Colts                                                 |             |         |
| 179  |                      |      | New York Jets                                                      |             |         |
| 180  |                      |      | Tampa Bay Buccaneers                                               |             |         |
| 181  |                      |      | Chicago Bears                                                      |             |         |
| 182  |                      |      | Arizona Cardinals (desde Denver)                                   |             |         |
| 183  |                      |      | Los Angeles Rams (desde Miami)                                     |             |         |
| 184  |                      |      | San Francisco 49ers                                                |             |         |
| 185  |                      |      | Oakland Raiders                                                    |             |         |
| 186  |                      |      | Green Bay Packers                                                  |             |         |
| 187  |                      |      | Buffalo Bills (desde Cincinnati)                                   |             |         |
| 188  |                      |      | Cleveland Browns (desde Washington)                                |             |         |
| 189  |                      |      | New Orleans Saints (desde Arizona)                                 |             |         |
| 190  |                      |      | Baltimore Ravens                                                   |             |         |
| 191  |                      |      | Los Angeles Chargers                                               |             |         |
| 192  |                      |      | Dallas Cowboys (desde Seattle via Oakland)                         |             |         |
| 193  |                      |      | Dallas Cowboys                                                     |             |         |
| 194  |                      |      | Los Angeles Rams (desde Detroit)                                   |             |         |
| 195  | Sebastian Joseph-Day | DE   | Los Angeles Rams (desde Buffalo)                                   | Rutgers     | Big Ten |
| 196  |                      |      | Los Angeles Rams (desde Kansas City)                               |             |         |
| 197  |                      |      | Carolina Panthers                                                  |             |         |
| 198  |                      |      | New England Patriots (desde LA Rams)                               |             |         |
| 199  |                      |      | Tennessee Titans                                                   |             |         |
| 200  |                      |      | Atlanta Falcons                                                    |             |         |
| 201  |                      |      | New Orleans Saints                                                 |             |         |
| 202  |                      |      | Tampa Bay Buccaneers (desde Pittsburgh via Cleveland y Pittsburgh) |             |         |
| 203  |                      |      | Jacksonville Jaguars                                               |             |         |
| 204  |                      |      | Minnesota Vikings                                                  |             |         |
| 205  | Trevon Young         | LB   | Los Angeles Rams (desde New England via Cleveland y Washington)    | Louisville  | ACC     |
| 206  |                      |      | Philadelphia Eagles                                                |             |         |
| 207  |                      |      | Green Bay Packers                                                  |             |         |
| 208  |                      |      | Dallas Cowboys                                                     |             |         |
| 209  |                      |      | Kansas City Chiefs                                                 |             |         |
| 210  |                      |      | New England Patriots (desde Oakland)                               |             |         |
| 211  |                      |      | Houston Texans                                                     |             |         |
| 212  |                      |      | Oakland Raiders                                                    |             |         |
| 213  |                      |      | Minnesota Vikings                                                  |             |         |
| 214  |                      |      | Houston Texans                                                     |             |         |
| 215  |                      |      | Baltimore Ravens                                                   |             |         |
| 216  |                      |      | Oakland Raiders                                                    |             |         |
| 217  |                      |      | Oakland Raiders                                                    |             |         |
| 218  |                      |      | Minnesota Vikings                                                  |             |         |

### Séptima ronda
| Pick | Jugador | Pos. | Equipo                                                          | Universidad | Conf. |
| ---- | ------- | ---- | --------------------------------------------------------------- | ----------- | ----- |
| 219  |         |      | New England Patriots (desde Cleveland)                          |             |       |
| 220  |         |      | Pittsburgh Steelers (desde NY Giants)                           |             |       |
| 221  |         |      | Indianapolis Colts                                              |             |       |
| 222  |         |      | Houston Texans                                                  |             |       |
| 223  |         |      | San Francisco 49ers (desde Tampa Bay via Miami)                 |             |       |
| 224  |         |      | Chicago Bears                                                   |             |       |
| 225  |         |      | Minnesota Vikings (desde Denver)                                |             |       |
| 226  |         |      | Seattle Seahawks (desde NY Jets)                                |             |       |
| 227  |         |      | Miami Dolphins (desde San Francisco)                            |             |       |
| 228  |         |      | Oakland Raiders                                                 |             |       |
| 229  |         |      | Miami Dolphins                                                  |             |       |
| 230  |         |      | Jacksonville Jaguars (desde Cincinnati)                         |             |       |
| 231  |         |      | Washington Redskins                                             |             |       |
| 232  |         |      | Green Bay Packers                                               |             |       |
| 233  |         |      | Kansas City Chiefs (desde Arizona)                              |             |       |
| 234  |         |      | Carolina Panthers (desde LA Chargers via Buffalo)               |             |       |
| 235  |         |      | New York Jets (desde Seattle)                                   |             |       |
| 236  |         |      | Dallas Cowboys                                                  |             |       |
| 237  |         |      | Detroit Lions                                                   |             |       |
| 238  |         |      | Arizona Cardinals (desde Baltimore)                             |             |       |
| 239  |         |      | Green Bay Packers (desde Buffalo)                               |             |       |
| 240  |         |      | San Francisco 49ers (desde Kansas City)                         |             |       |
| 241  |         |      | Washington Redskins (desde LA Rams)                             |             |       |
| 242  |         |      | Carolina Panthers                                               |             |       |
| 243  |         |      | Kansas City Chiefs (desde Tennessee)                            |             |       |
| 244  |         |      | Los Angeles Rams                                                |             |       |
| 245  |         |      | New Orleans Saints                                              |             |       |
| 246  |         |      | Pittsburgh Steelers                                             |             |       |
| 247  |         |      | Jacksonville Jaguars                                            |             |       |
| 248  |         |      | Seattle Seahawks (desde Minnesota)                              |             |       |
| 249  |         |      | Cincinnati Bengals (desde New England)                          |             |       |
| 250  |         |      | Seattle Seahawks (desde Philadelphia via Seattle y New England) |             |       |
| 251  |         |      | Los Angeles Chargers                                            |             |       |
| 252  |         |      | Cincinnati Bengals                                              |             |       |
| 253  |         |      | Cincinnati Bengals                                              |             |       |
| 254  |         |      | Arizona Cardinals                                               |             |       |
| 255  |         |      | Tampa Bay Buccaneers                                            |             |       |
| 256  |         |      | Atlanta Falcons                                                 |             |       |